# 湖州市图书馆
湖州市图书馆是位於中國浙江省湖州市吳興區的圖書館。

## 歷史

### 中華人民共和國成立前
1908年，湖州人準備造海島图书馆，陆心源的后人和其他人為此捐了万余册古籍。1918年海島图书馆改名吴兴图书馆。
1930年，另一家圖書館吳興縣民众教育馆图书部成立。1934年，該图书部改制成吴兴县立图书馆。
1936年8月，吴兴图书馆并入吴兴县立图书馆。1937年冬日军入侵吴兴县，图书館遭毀。1946年8月，圖書館重建。1947年8月又并入吳興縣民眾教育館。

### 中華人民共和國成立後
1951年1月，位於菱湖镇的吴兴县文化馆设立图书室。1956年1月，吴兴县文化馆图书室由菱湖镇搬到第一次設立的湖州市。1956年5月，吴兴县文化馆图书室改制成吴兴县图书馆，馆址位於太平巷6号。
1951年4月，位於韵海楼的湖州市文化馆图书室建立。
1958年1月，湖州市第一次撤市後，湖州市文化馆图书室并入吴兴县图书馆。文化大革命期間，图书馆一度降級為吳興縣當地的毛泽东思想宣传队的图书工作组。1977年10月28日，吴兴县图书馆恢复。
1981年1月，吴兴县撤销，湖州市第二次設立後，圖書館改称湖州市图书馆。起初圖書館位於韵海楼。1993年4月，圖書館搬遷至志成路48号。2006年5月1日，圖書館又搬遷至仁皇山街道。